# Coryphantha ibarrana
Coryphantha ibarrana es una especie de planta suculenta perteneciente al género Coryphantha, dentro de la familia Cactaceae. Es endémica del noreste de México (concretamente del estado mexicano de Durango).

## Descripción
Coryphantha ibarrana es una especie de cactus pequeña que suele crecer de forma solitaria. Los tallos son esféricos y tienen la epidermis de color verde oliva.
Los tallos están cubiertos de tubérculos cónicos y surcados. En la punta de éstos se asientan areolas redondas algo lanudas. Sueles poseer una única espina central (a veces ausente) ganchuda y prominente, de color blanquecina con la punta oscura. También tiene más de 12 espinas radiales rectas de color blanquecino.
Las flores aparecen apicalmente y los frutos tienen forma esférica.

## Distribución y hábitat
El área de distribución nativa de esta especie es el noreste de México (concretamente en el estado mexicano de Durango) y crece principalmente en biomas desérticos o de matorral seco, a 1800 metros de altitud.

## Taxonomía
Coryphantha ibarrana fue descrita por los botánicos Grzegorz F. Matuszewski y Jaroslav Šnicer y publicada por primera vez en la revista científica Mitteilungsblatt des Arbeitskreises für Mammillarienfreunde e. V. Münster 45: 211 en el año 2021.
Etimología
- Coryphantha: nombre genérico que deriva del griego coryphe (que significa 'cima' o 'cabeza'), y anthos (que significa 'flor'), haciendo referencia a que las flores aparecen en el ápice de los tallos.
- ibarrana: epíteto geográfico que hace referencia a la localidad de Francisco de Ibarra (El Ranchito) perteneciente al Municipio de San Juan del Río (en el estado mexicano de Durango).[4]

## Usos
Se cultiva principalmente como planta ornamental y su propagación se realiza a través de semillas, aunque es muy rara de ver en las colecciones.